# Pouilly-les-Nonains
Pour les articles homonymes, voir Pouilly et Nonains.
Pouilly-les-Nonains est une commune française située dans le département de la Loire en région Auvergne-Rhône-Alpes.

## Géographie
La commune est située sur la pente du coteau roannais. Elle est traversée par le Renaison, rivière qui se jette dans la Loire à Roanne. Elle se situe près d’une ancienne voie romaine. Roanne est à 11 km et Saint-Haon à 7.

### Climat
Pour des articles plus généraux, voir Climat d'Auvergne-Rhône-Alpes et Climat de la Loire.
En 2010, le climat de la commune est de type climat océanique dégradé des plaines du Centre et du Nord, selon une étude du Centre national de la recherche scientifique s'appuyant sur une série de données couvrant la période 1971-2000. En 2020, Météo-France publie une typologie des climats de la France métropolitaine dans laquelle la commune est exposée à un climat de montagne ou de marges de montagne et est dans la région climatique Nord-est du Massif Central, caractérisée par une pluviométrie annuelle de 800 à 1 200 mm, bien répartie dans l’année.
Pour la période 1971-2000, la température annuelle moyenne est de 11,1 °C, avec une amplitude thermique annuelle de 16,7 °C. Le cumul annuel moyen de précipitations est de 718 mm, avec 9,7 jours de précipitations en janvier et 6,9 jours en juillet. Pour la période 1991-2020, la température moyenne annuelle observée sur la station météorologique de Météo-France la plus proche, « Roanne-Riorges_aéro », sur la commune de Saint-Léger-sur-Roanne à 1 km à vol d'oiseau, est de 11,8 °C et le cumul annuel moyen de précipitations est de 668,1 mm,. Pour l'avenir, les paramètres climatiques de la commune estimés pour 2050 selon différents scénarios d'émission de gaz à effet de serre sont consultables sur un site dédié publié par Météo-France en novembre 2022.
| Mois                                  | jan.           | fév.           | mars          | avril         | mai           | juin          | jui.          | août          | sep.          | oct.          | nov.          | déc.           | année      |
| ------------------------------------- | -------------- | -------------- | ------------- | ------------- | ------------- | ------------- | ------------- | ------------- | ------------- | ------------- | ------------- | -------------- | ---------- |
| Température minimale moyenne (°C)     | 0,5            | 0,3            | 2,5           | 5,4           | 8,9           | 12,6          | 14,5          | 13,7          | 10,5          | 8             | 3,9           | 1              | 6,8        |
| Température moyenne (°C)              | 3,9            | 4,5            | 7,6           | 11,1          | 14,4          | 18,5          | 20,6          | 19,9          | 16,4          | 12,7          | 7,8           | 4,6            | 11,8       |
| Température maximale moyenne (°C)     | 7,3            | 8,6            | 12,6          | 16,9          | 20            | 24,3          | 26,7          | 26            | 22,3          | 17,5          | 11,7          | 8,1            | 16,8       |
| Record de froid (°C) date du record   | −12,8 25.01.07 | −15,6 05.02.12 | −7,1 06.03.10 | −5 08.04.21   | −0,4 07.05.19 | 4,2 14.06.08  | 7,2 23.07.08  | 4,8 26.08.18  | 0,9 28.09.08  | −5,2 29.10.12 | −7,4 28.11.13 | −11,1 30.12.05 | −15,6 2012 |
| Record de chaleur (°C) date du record | 18,3 10.01.15  | 21,7 25.02.21  | 25,2 31.03.21 | 27,5 29.04.10 | 33,7 20.05.22 | 39,3 27.06.19 | 39,8 19.07.22 | 41,4 24.08.23 | 35,2 10.09.23 | 31,8 02.10.23 | 22,2 03.11.05 | 19,4 08.12.10  | 41,4 2023  |
| Précipitations (mm)                   | 36,9           | 29,7           | 41,8          | 50,2          | 75,5          | 75,5          | 81            | 66,1          | 54,6          | 57,6          | 57,8          | 41,4           | 668,1      |

## Urbanisme

### Typologie
Au 1er janvier 2024, Pouilly-les-Nonains est catégorisée bourg rural, selon la nouvelle grille communale de densité à sept niveaux définie par l'Insee en 2022.
Elle appartient à l'unité urbaine de Roanne, une agglomération intra-départementale regroupant 15  communes, dont elle est une commune de la banlieue,,. Par ailleurs la commune fait partie de l'aire d'attraction de Roanne, dont elle est une commune de la couronne,. Cette aire, qui regroupe 88 communes, est catégorisée dans les aires de 50 000 à moins de 200 000 habitants,.

### Occupation des sols
L'occupation des sols de la commune, telle qu'elle ressort de la base de données européenne d’occupation biophysique des sols Corine Land Cover (CLC), est marquée par l'importance des territoires agricoles (85,1 % en 2018), en diminution par rapport à 1990 (87,5 %). La répartition détaillée en 2018 est la suivante : 
prairies (62,6 %), zones agricoles hétérogènes (21 %), zones urbanisées (13,5 %), terres arables (1,6 %), zones industrielles ou commerciales et réseaux de communication (1,3 %). L'évolution de l’occupation des sols de la commune et de ses infrastructures peut être observée sur les différentes représentations cartographiques du territoire : la carte de Cassini (XVIIIe siècle), la carte d'état-major (1820-1866) et les cartes ou photos aériennes de l'IGN pour la période actuelle (1950 à aujourd'hui).

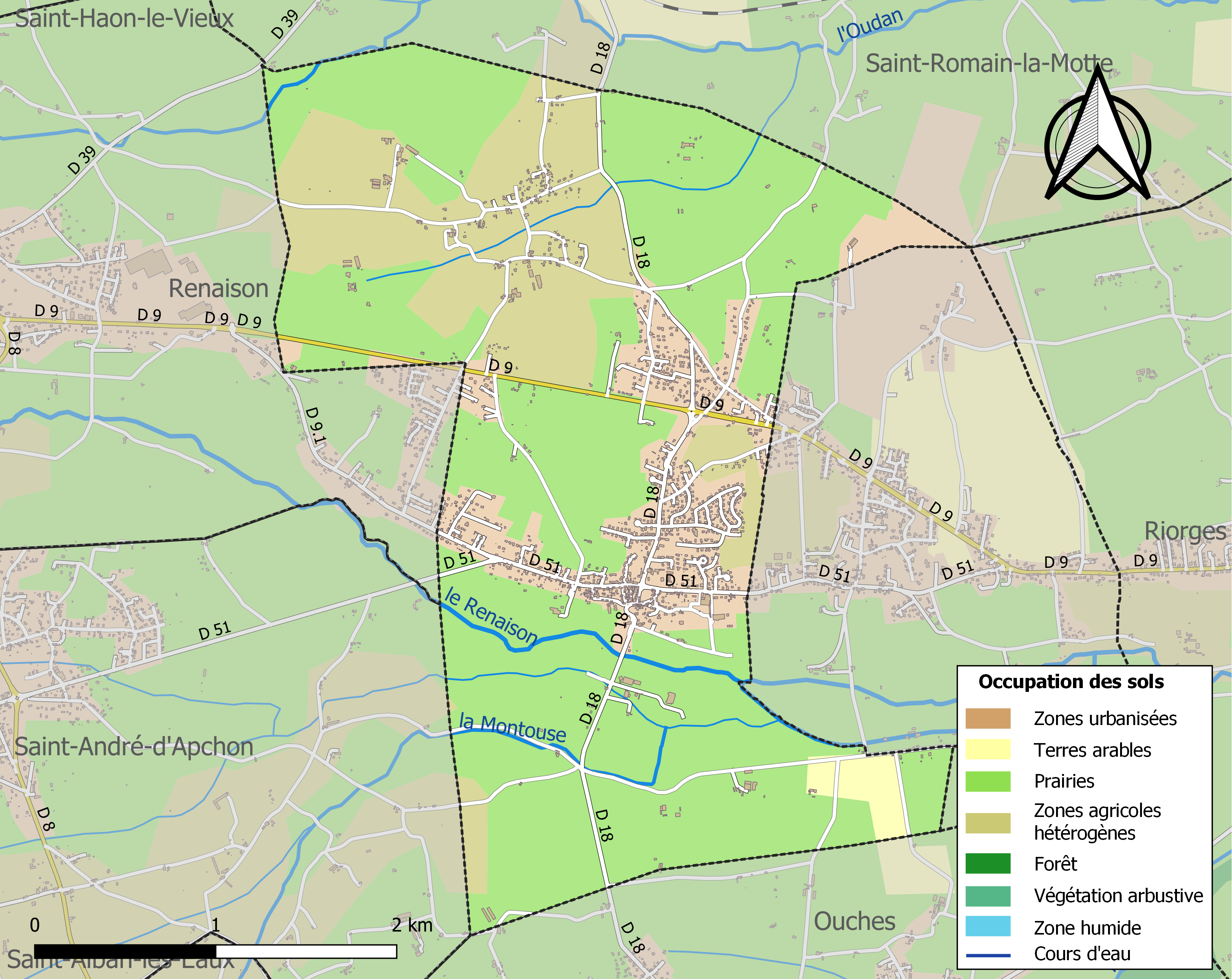
Carte des infrastructures et de l'occupation des sols de la commune en 2018 (CLC).

## Histoire
Le toponyme "Pouilly" fait référence à l'une des tribus rustiques de Rome antique Pollia à laquelle les enfants de légionnaires, nés dans les provinces de l’Empire, appartenaient par le droit du sol.
Une ordonnance de février 1824 de Louis XVIII fait fusionner Pouilly-les-Nonains à Saint-Martin-de-Boisy et Saint-Léger-sur-Roanne. 90 ans plus tard, Saint-Léger-sur-Roanne retrouve son indépendance en le 28 mars 1914.

## Blasonnement
Le blason a été créé par Monsieur Daniel Verne en 1984, conseillé par un spécialiste local en héraldique, Monsieur Guinard.

### Description du blasonnement
Le blason de la commune est de couleur verte comprenant une croix blanche le divisant en quatre secteurs bien distincts. À l’intérieur de la division en haut à gauche du blason, se trouve une tour de couleur jaune. De plus, les ouvertures ainsi que le toit de cette tour sont de couleur noire. Cette dernière fait référence à la tour du Château de Boisy située au sein de la commune. Dans le secteur en bas à droite du blason, sont représentées quatre ondes de couleur jaune symbolisant les quatre rivières principales qui traversent Pouilly-les-Nonains.
| Blason | Blasonnement : De sinople à la croix d’argent, cantonnée au 1er d’une tour d’or couverte et ajourée de sable et au 4e de quatre burelles ondées d’or. |

## Politique et administration
| Période                                  | Période   | Identité              | Étiquette | Qualité                                                                                   |
| ---------------------------------------- | --------- | --------------------- | --------- | ----------------------------------------------------------------------------------------- |
| Les données manquantes sont à compléter. |           |                       |           |                                                                                           |
| 1875                                     | 1884      | Gabriel Comte de Pons |           |                                                                                           |
| 1884                                     | 1888      | Benoît Burthier       |           |                                                                                           |
| 1903                                     | 1912      | Benoît Burthier       |           |                                                                                           |
| 1912                                     | 1914      | François Bancillon    |           |                                                                                           |
| 1914                                     | 1918      | Benoît Burthier       |           |                                                                                           |
| 1919                                     | 1920      | Pierre Dissard        |           |                                                                                           |
| 1920                                     | 1935      | Antoine Deroche       |           |                                                                                           |
| 1935                                     | 1971      | Jean-Claude Dissard   |           | Chef d'entreprise, à la tête de l'entreprise familiale de minoterie                       |
| 1971                                     | 1978      | Pierre Collet         |           | Agriculteur, président de la chambre d'agriculture membre du conseil économique et social |
| 1979                                     | 1983      | Paul Laurencery       |           |                                                                                           |
| 1983                                     | mars 2001 | Daniel Dousson        |           |                                                                                           |
| mars 2001                                | mai 2020  | Bernard Thivend       | DVG       | Enseignant, President de la CCOR puis vice-président de Roannais Agglomération            |
| mai 2020                                 |           | Eric Martin           |           | Fonctionnaire                                                                             |

## Démographie
L'évolution du nombre d'habitants est connue à travers les recensements de la population effectués dans la commune depuis 1793. Pour les communes de moins de 10 000 habitants, une enquête de recensement portant sur toute la population est réalisée tous les cinq ans, les populations de référence des années intermédiaires étant quant à elles estimées par interpolation ou extrapolation. Pour la commune, le premier recensement exhaustif entrant dans le cadre du nouveau dispositif a été réalisé en 2008.

En 2022, la commune comptait 2 165 habitants, en évolution de +3,79 % par rapport à 2016 (Loire : +1,32 %, France hors Mayotte : +2,11 %).
| 1793 | 1800 | 1806 | 1821 | 1831 | 1836 | 1841 | 1846 | 1851 |
| ---- | ---- | ---- | ---- | ---- | ---- | ---- | ---- | ---- |
| 270  | 208  | 270  | 291  | 705  | 644  | 632  | 658  | 674  |

| 1856 | 1861 | 1866 | 1872 | 1876 | 1881 | 1886 | 1891 | 1896 |
| ---- | ---- | ---- | ---- | ---- | ---- | ---- | ---- | ---- |
| 697  | 732  | 732  | 763  | 756  | 745  | 765  | 901  | 906  |

| 1901 | 1906 | 1911 | 1921 | 1926 | 1931 | 1936 | 1946 | 1954 |
| ---- | ---- | ---- | ---- | ---- | ---- | ---- | ---- | ---- |
| 931  | 930  | 909  | 488  | 536  | 560  | 532  | 606  | 612  |

| 1962 | 1968 | 1975  | 1982  | 1990  | 1999  | 2006  | 2008  | 2013  |
| ---- | ---- | ----- | ----- | ----- | ----- | ----- | ----- | ----- |
| 694  | 774  | 1 021 | 1 311 | 1 627 | 1 598 | 1 725 | 1 761 | 1 928 |

| 2018  | 2022  | - | - | - | - | - | - | - |
| ----- | ----- | - | - | - | - | - | - | - |
| 2 161 | 2 165 | - | - | - | - | - | - | - |

## Lieux et monuments

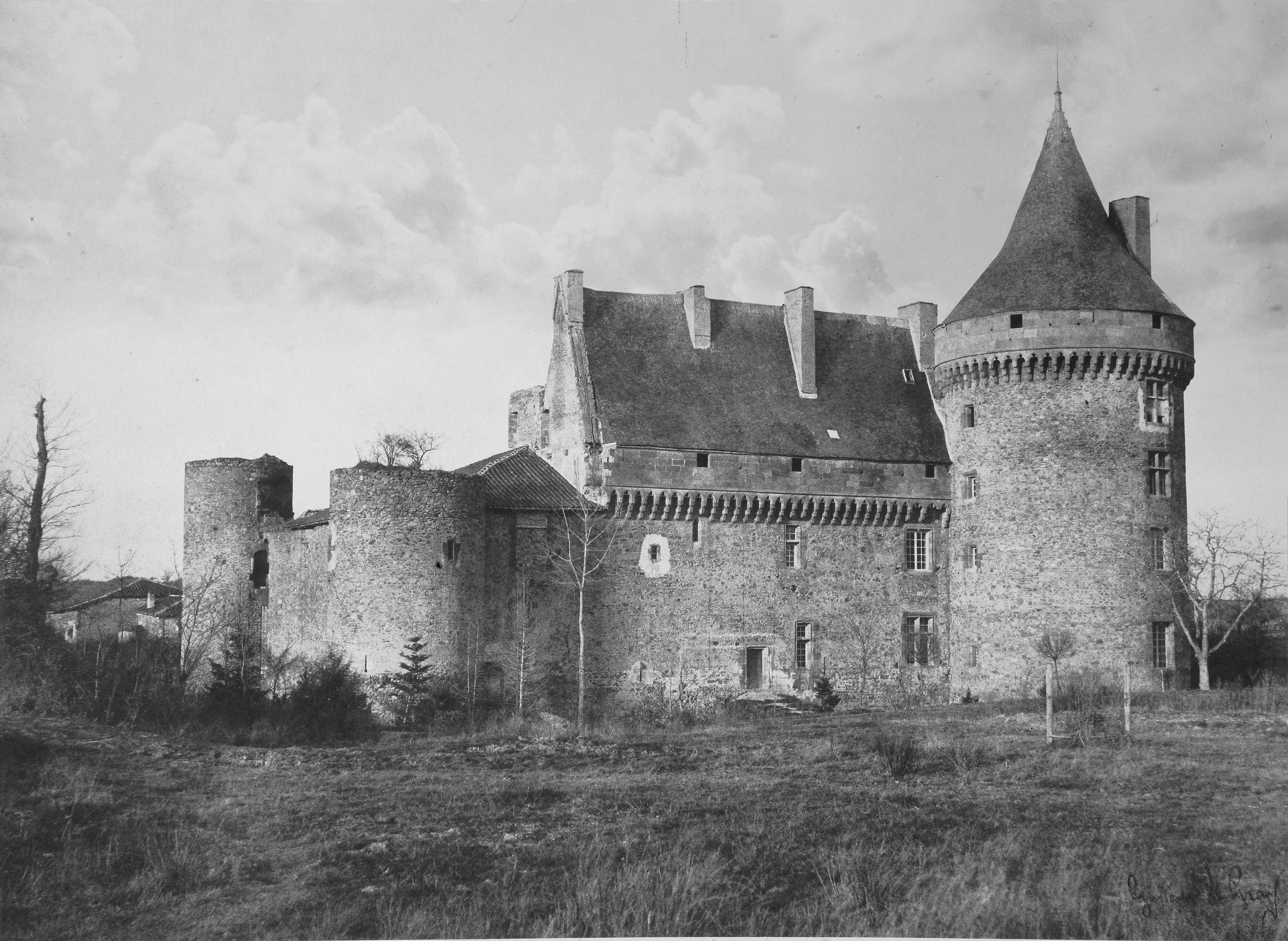
Château de Jacques Cœur, Dauphiné, par Gustave Le Gray.

- Château de Boisy : c'est sur le territoire de cette commune que se trouve le château de Boisy[22], conservé aujourd'hui dans un état très voisin de sa situation à son achèvement, au début du XVIe siècle. Aménagé à partir de la toute fin du XIVe siècle, le château actuel fut acquis par Jacques Cœur en 1447, puis fut attribué dès 1451, lors de la confiscation des biens du grand argentier, à Guillaume Gouffier, gentilhomme poitevin qui fut dès lors connu, ainsi que ses descendants, en tant que seigneur de Boisy.
- Église de la Conversion-de-Saint-Paul de Pouilly-les-Nonains.
- Église Saint-Martin de Saint-Martin-de-Boisy.

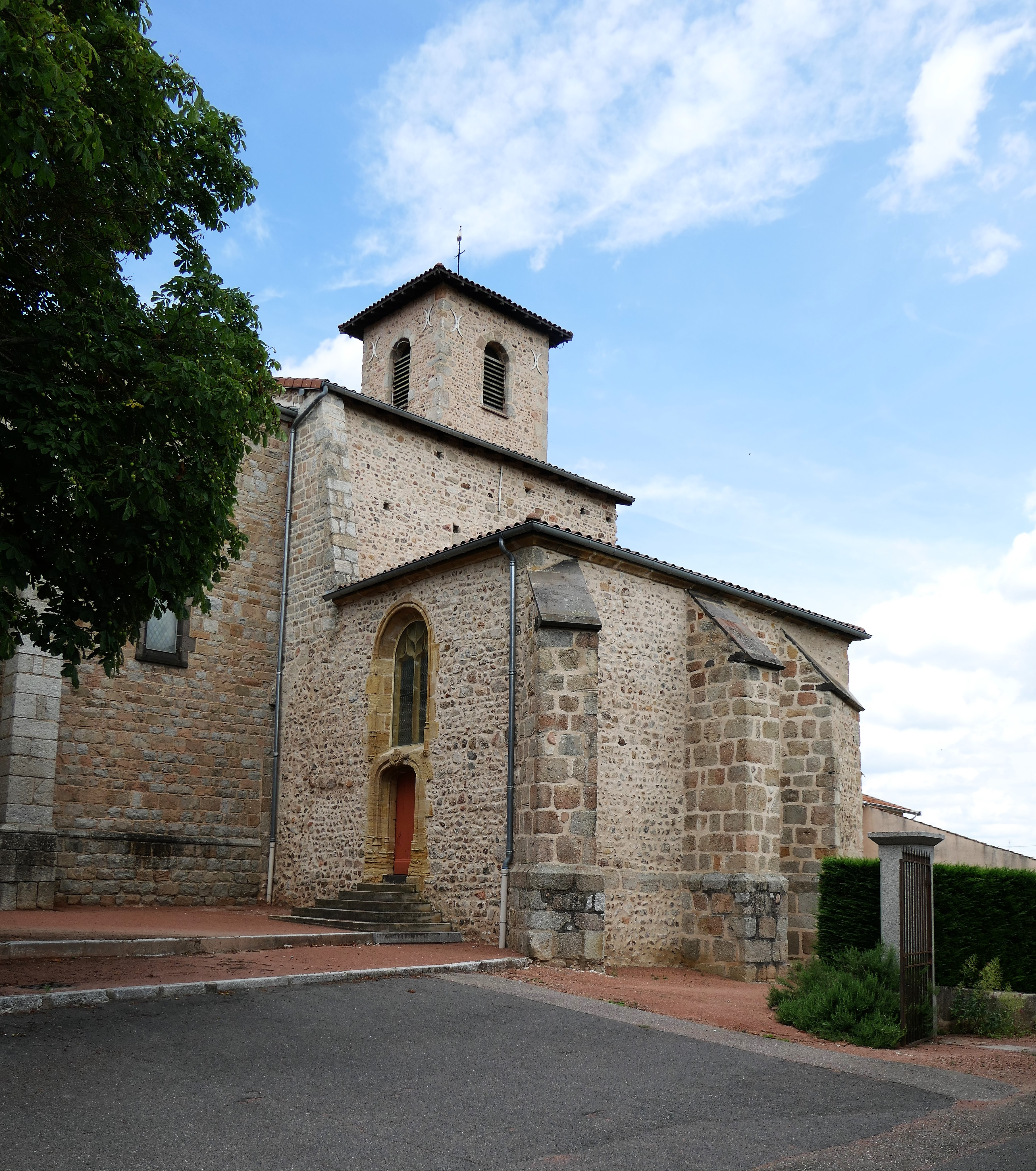
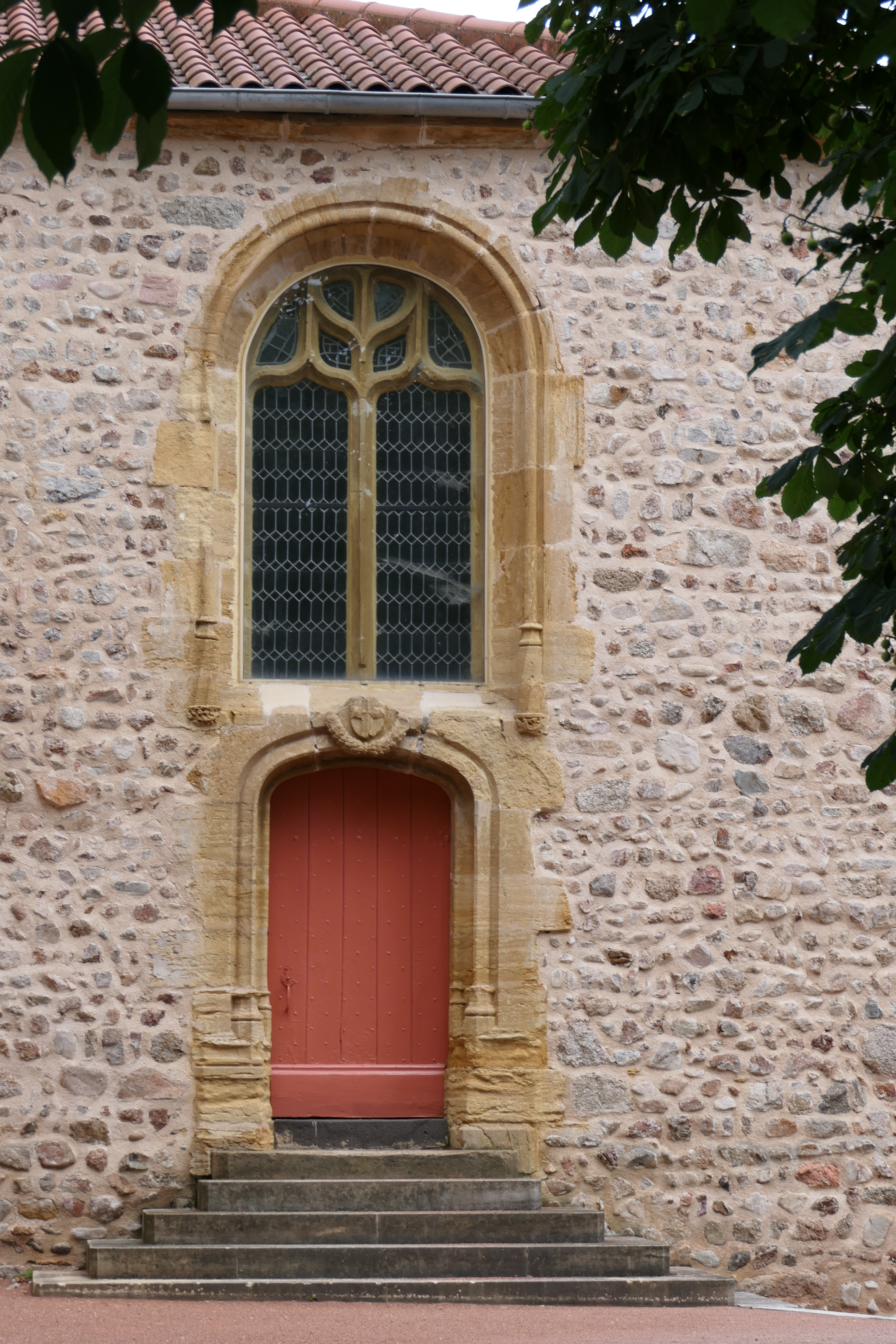

### Gare du Tacot

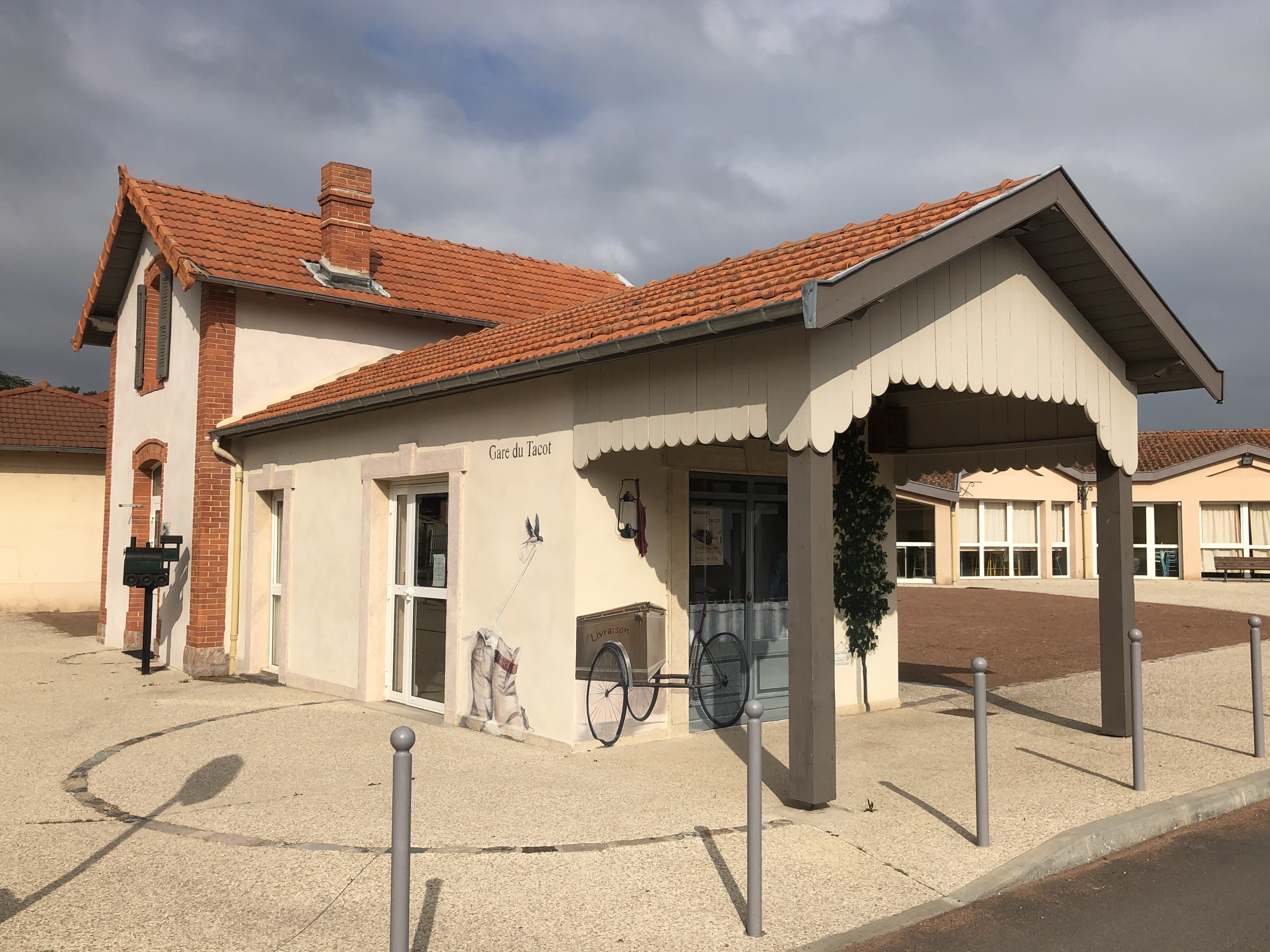

Le vendredi 23 Novembre 2018, la gare du Tacot et son esplanade rénovées ont été inaugurées par les divers acteurs ayant participé à cette rénovation. À noter la présence de l'artiste peintre auteur de la fresque murale, des différents acteurs politiques et de certaines entreprises intervenues au sein de ce projet de mémoire historique communal.

## Jumelage

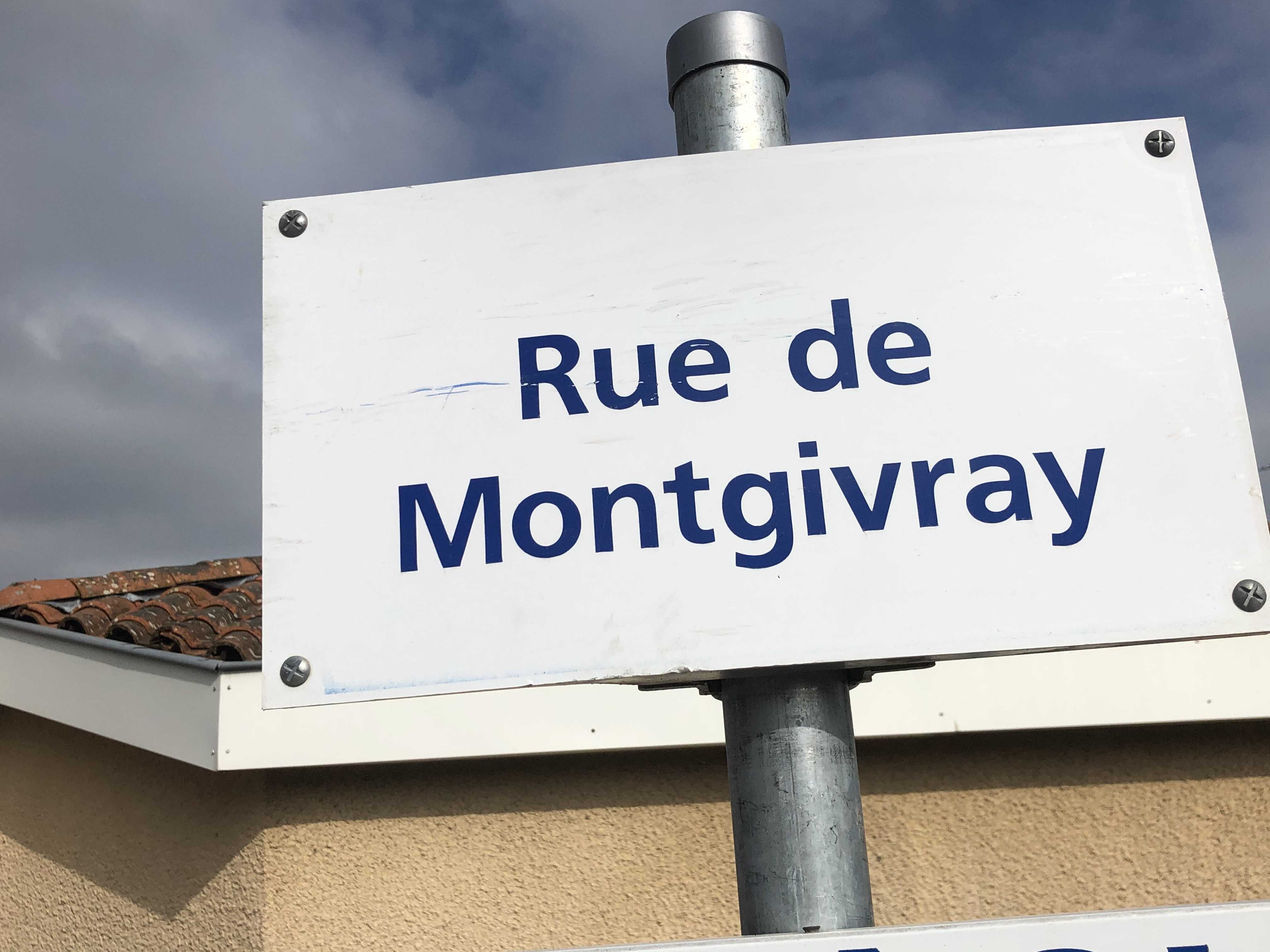

Pouilly-les-Nonains n'est jumelé avec aucune commune.